# 昭和レトロポップ
昭和レトロポップ（しょうわレトロポップ）とは、主に昭和40年代（1965年 - 1974年）前後に流行した、オレンジ色やグリーン等の極彩色に着色されたプラスチック製の家電・キッチンウェア・生活雑貨全般に対する懐古趣味と、コレクションジャンルを表す言葉である。

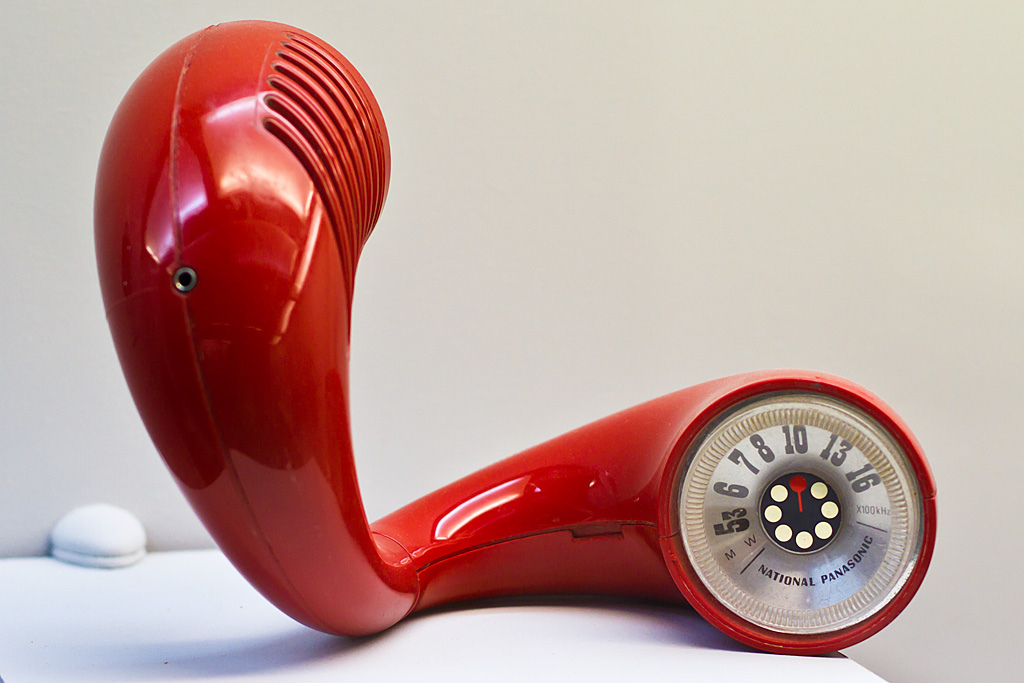
National Toot-a-loop radio R-72

カラフルな色彩以外にも、まるでコンパスや定規で描いたような単純な花柄や、同じく単調な幾何学模様が施されたものも、このジャンルに属する。
2000年頃に、東京都国分寺市で、これらの製品を専門に販売していた雑貨店「HIPMART」によって命名されたといわれる。　

## 代表的なもの
- 窓飾りシール（立体的なビニール製のシールで窓ガラス等に張り、再剥離できるもの）
- デコラ家具（バーチクルボードにカラフルなラミネート板等を張ったもの）
- ポータブル・レコードプレーヤー
- トーワ社の箸立て（東和化成株式会社）
- ナショナル・チューリップ型照明

## レトロギャラリー

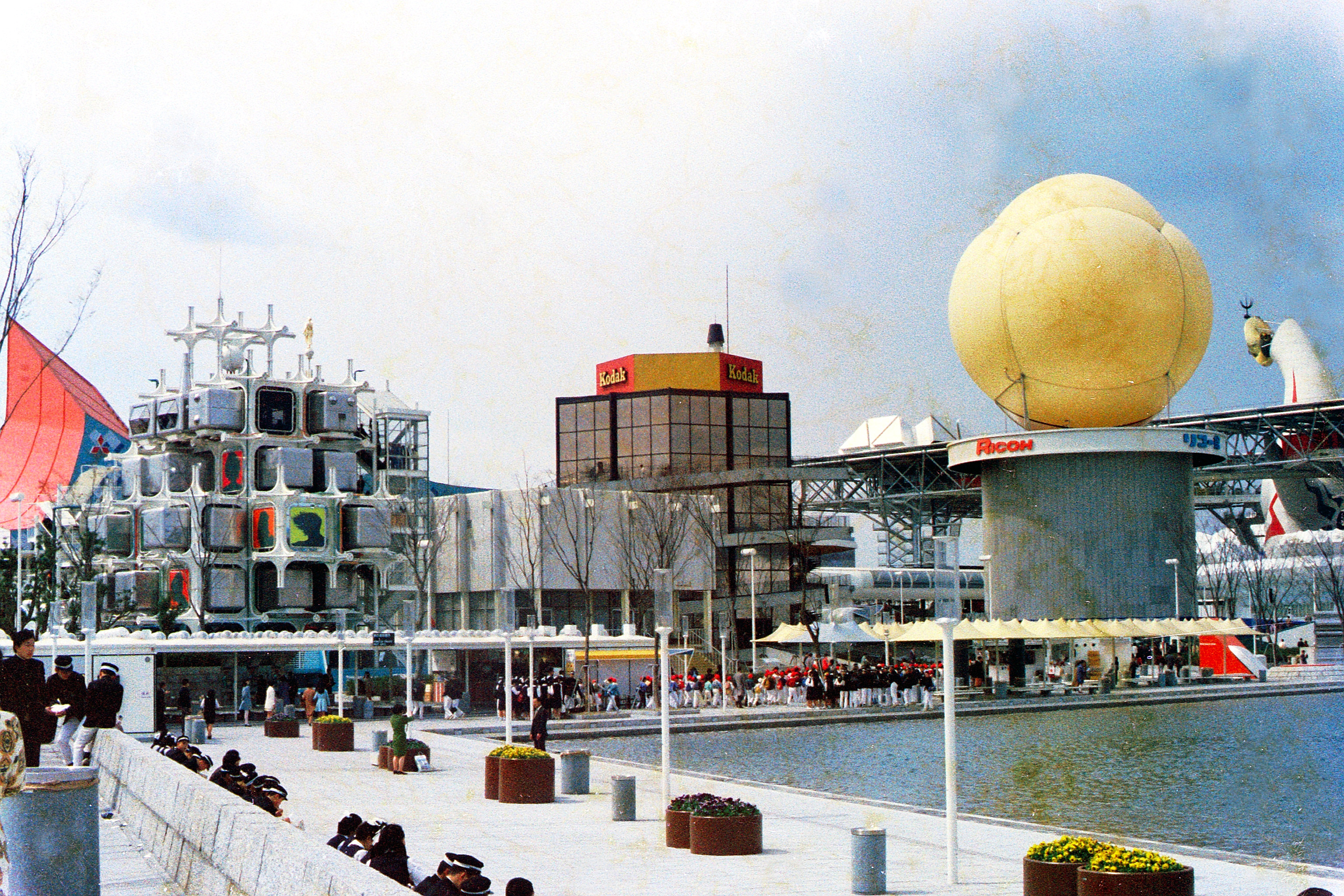
1970年日本万国博覧会
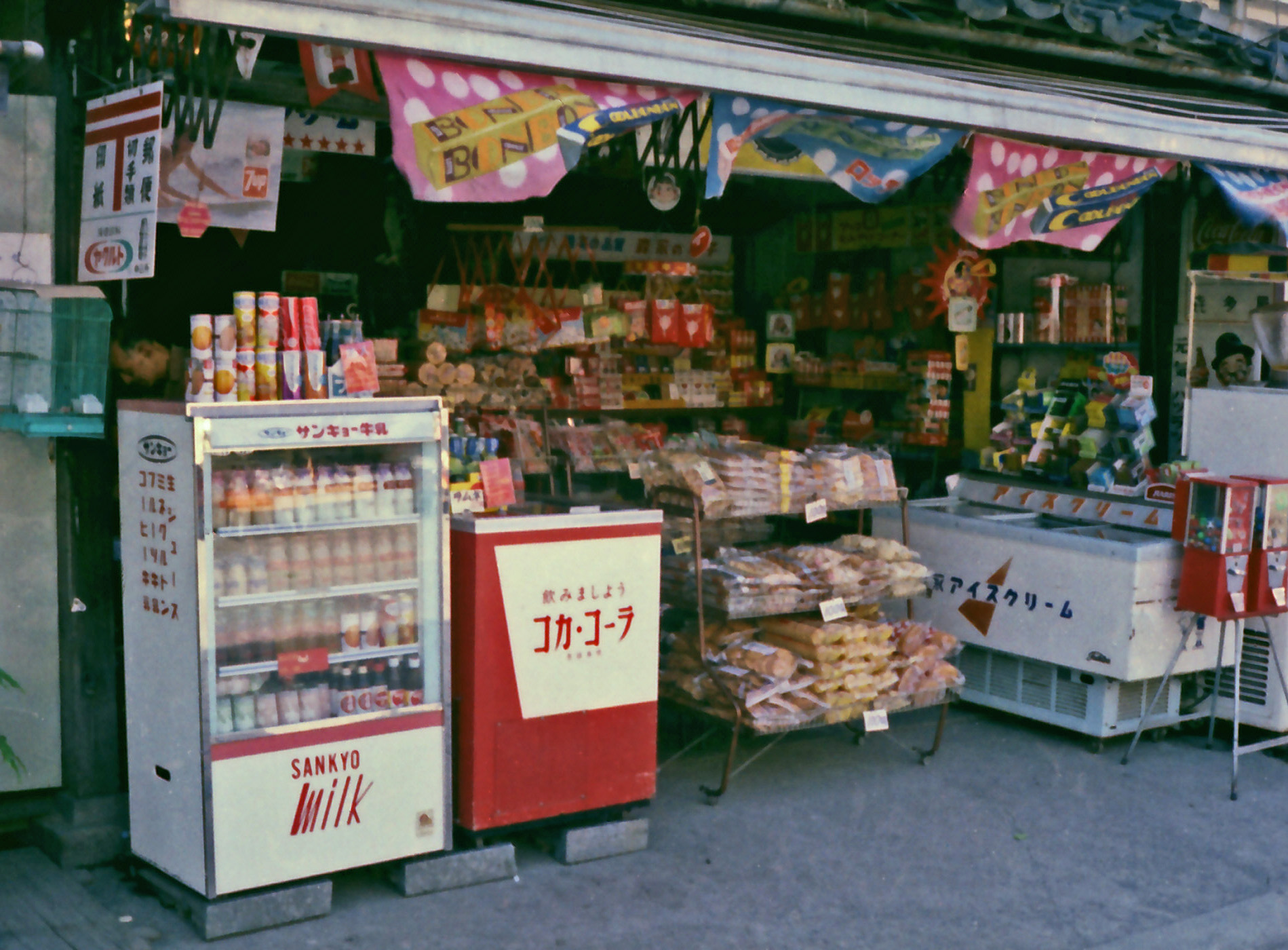
1971年の長野県
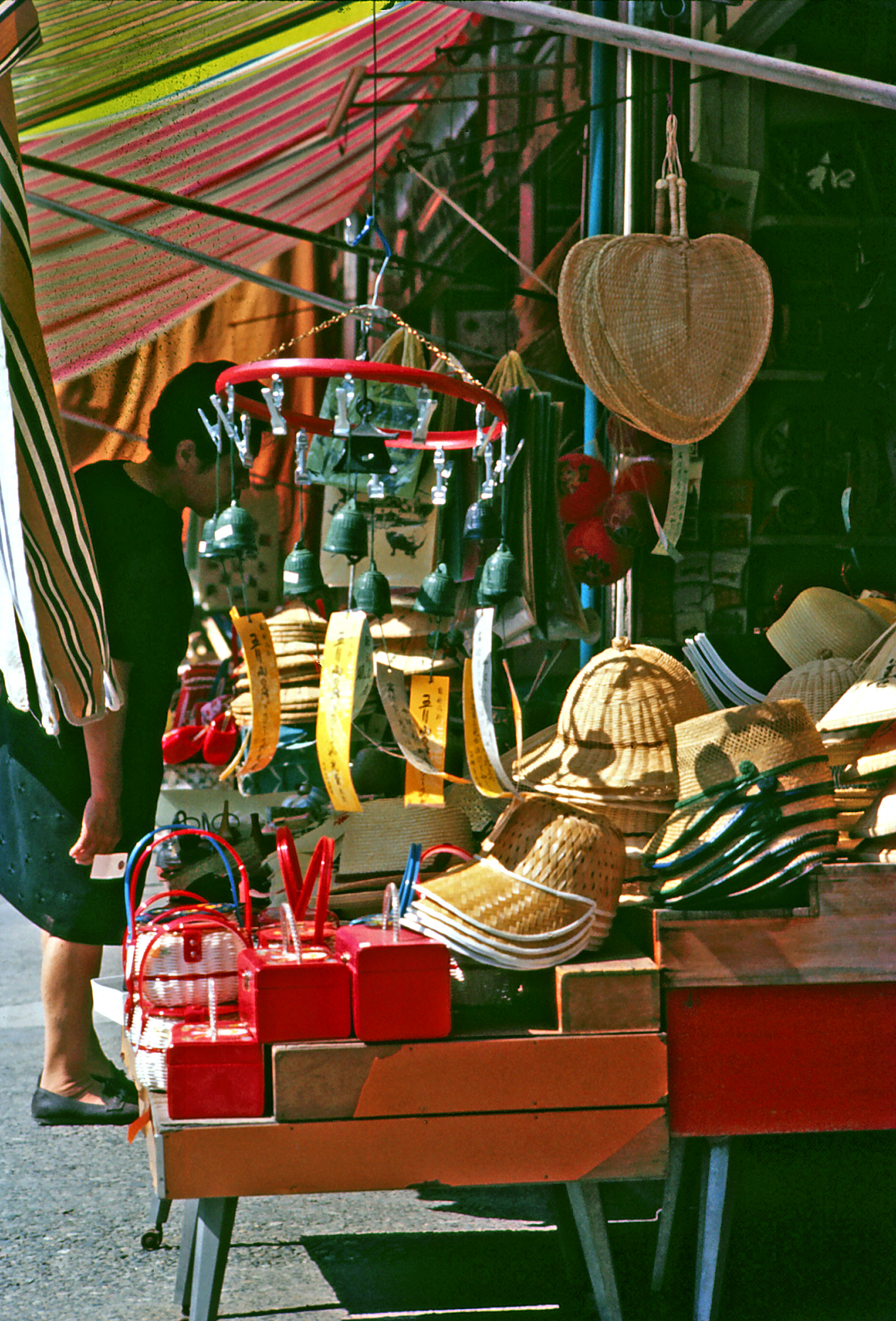
1971年の信州善光寺仲見世通り
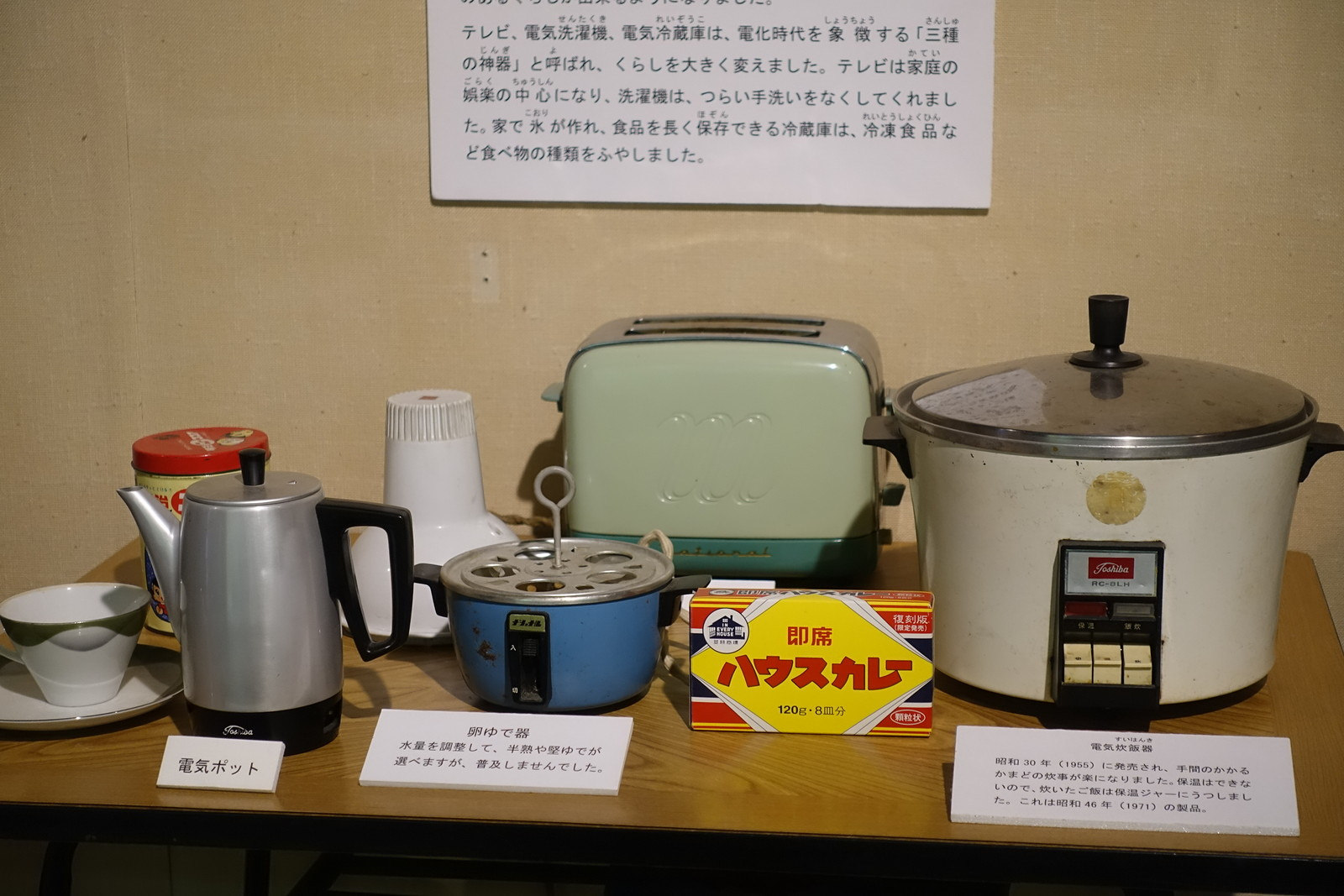
昭和の電化製品
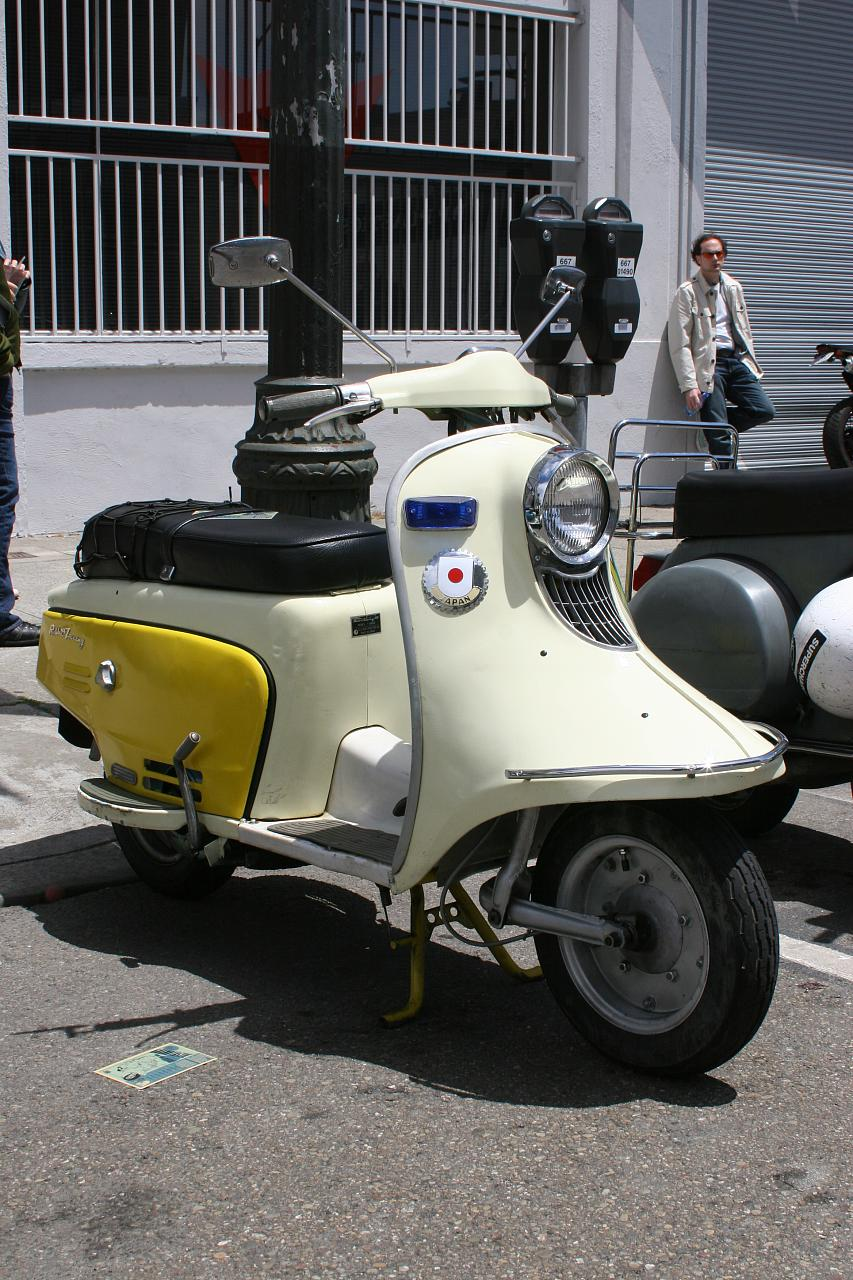
ラビットスクーターツーリング150
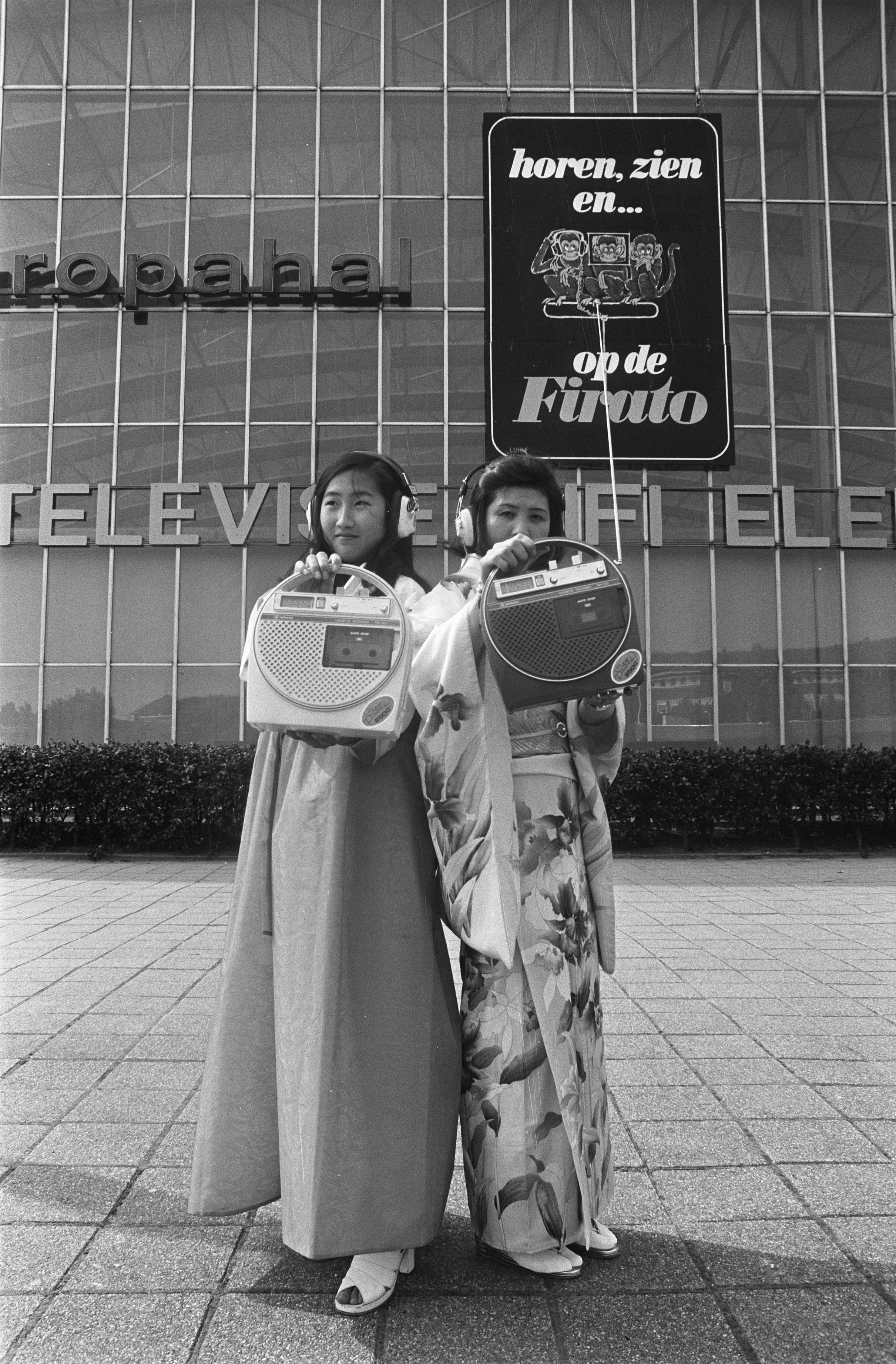
日立のラジオカセット(1973年頃)

## 関連書籍
- 宇山あゆみ著『昭和30~40年代 みんなの想い出アルバム』(らんぷの本/マスコット)河出書房新 2017年ISBN 978-4309750286